# Malířský váleček se vzorem
Malířský váleček se vzorem se stal v Československu od 30. let 20. století významným dekoračním nástrojem pro výmalbu interiérů. I když nešlo o domácí vynález, tato technika zdomácněla a výrazně ovlivnila podobu bytové kultury.

## Inspirace a počátky
Do českých zemí se rozšířily díky vazbám na Rakousko-Uhersko, zejména v pohraničních oblastech Sudet. Výmalba malířským válečkem se vzorem od počátku konkurovala jak tapetám a tapetování, tak starší malířské technice, výmalbě pomocí malířských šablon, která je v českých zemích doložena od gotiky. Obě tyto konkurenční techniky nástěnné výzdoby nabízely umělecky hodnotnější dekory než váleček, protože nabízely rozměrnější ornamenty, dekory s více barvami i více uměleckých detailů uvnitř vzoru, např. stínování. Hlavní předností výmalby válečkem však byla rychlost práce i její nižší cena. Patent na váleček pro dekorativní malbu byl udělen v roce 1897 Carlu Longjalouxovi v německém Elberfeldu. Od jejich rozšíření až do čtyřicátých let se v Československu válečky vyráběly lepením z vrstev mechové gumy, řezáním z jednoho válcového špalíku pryže, lisovaly se z galvanizované gumy anebo vznikaly ad hoc navlékáním gumových kotoučků různé šířky na kovový hřídel). Do čtyřicátých let se tedy rozlišují „válečky lepené“, „válečky řezané“, „lité válečky“ nebo „skládací válečky“. Nejpozději na počátku šedesátých let k těmto technologickým postupům přibyly „válečky s výměnným vzorem“ neboli dvoudílné válečky. Jejich princip spočíval v tom, že na základní tělo z dřevěné hřídele obalené houbovou gumou se natáhnul samostatně vyrobený tenký, plasticky vzorovaný potah z gumy, který bylo možné opět sejmout a vyměnit za jiný.

## Mezi světovými válkami
První česky psaný text o válečkování vyšel v roce 1912, ale tehdy technika vzbudila jen malý ohlas. Později, ve 20. letech se však mezi malíři pokojů začalo válečkování pomalu rozšiřovat. Publicistika a propagační články v oborovém tisku zdůrazňovaly rychlost a úspornost techniky. K válečkové výmalbě se však stavěla skepticky část odborné veřejnosti, především zastánci tradiční ruční práce se šablonami.

## Váleček jako módní vlna
V 30. letech 20. století válečkování zažilo rozmach. Objevili se první tuzemští výrobci, výmalba se vyučovala v odborných školách a některé válečkované interiéry získaly první odborná ocenění. Přestože technika byla některými označována za málo uměleckou, stala se módním trendem. V druhé polovině 30. let však začal malířské výzdobě konkurovat nástup funkcionalistické architektury preferující čisté jednobarevné plochy.

## Vývoj související terminologie
Pro název techniky se v učebnicích pro malíře pokojů ustálil termín „válečkování“. Terminologie pro nářadí se rozšiřovala společně s jeho inovacemi. Jednoduché spojení válečku se vzorem, nasávacího válečku a někdy i roztíracího válečku v kovové vidlici bylo označováno jako "válečkovací souprava". Nepatrně mladší vylepšení spočívalo v upevnění nádobky s barvou k vidlici a toto spojení se nazývalo "válečkovací aparát (samonapájecí)" či "válečkovací přístroj". Závazný termín "malířský strojek samonapájecí", ale i parametry tohoto nářadí nakonec stanovily československé státní normy.

## Po druhé světové válce
Po roce 1945 výroba válečků pokračovala, ačkoli trpěla nedostatkem surovin, zejména kaučuku. Odsun německého obyvatelstva se projevil úbytkem výrobců i zákazníků. V 50. letech byly znárodňovány podniky, které vyráběly malířské válečky se vzorem, ale výmalba zůstávala ideologicky neutrální – neobjevují se např. motivy srpu a kladiva.

## Úpadek
Od 60. let se výmalba válečkem stávala terčem kritiky – dekorace byly vnímány jako rušivé. Výroba se začala postupně zmenšovat. V roce 1967 skončila výroba v Gumárnách Zubří, v roce 1974 ji ukončilo družstvo Obzor v Malenovicích. V 70. a 80. letech začaly výzdobě stěn v interiérech jednoznačně dominovat tapety, jejichž výroba i spotřeba v Československu dramaticky vzrostla.

## Konec výroby
Na počátku 90. let zanikly poslední výrobní závody. Například závod Volyně – Maniny v jižních Čechách nebo provozovny č. 21 a 22 ve Slezsku, které spadaly pod Výrobní družstvo invalidů Slezanka. Po roce 1989 zanikla výroba malířských válečků se vzorem také v těchto posledních podnicích, třebaže v některých domácnostech zůstal malířský váleček se vzorem oblíbeným dekoračním nástrojem i nadále. Ze širokého povědomí se tato dekorativní technika začala vytrácet, takže i označení malířský váleček v současném malířství pokojů označuje váleček na jednobarevnou výmalbu plochy, který nahradil tradiční malířskou štětku.